# Myrmecophila thomsoniana
Myrmecophila thomsoniana är en orkidéart som först beskrevs av Heinrich Gustav Reichenbach, och fick sitt nu gällande namn av Robert Allen Rolfe. Myrmecophila thomsoniana ingår i släktet Myrmecophila och familjen orkidéer.
Artens utbredningsområde är Caymanöarna.

## Underarter
Arten delas in i följande underarter:
- M. t. minor
- M. t. thomsoniana